# Kakápetra
Kakápetra (en grec moderne : Κακάπετρα) est une ville grecque située sur l'île de Paros.